# 아이티센글로벌
주식회사 아이티센글로벌(영어: ITCENGLOBAL)은 경기도 과천시에 본사를 둔 IT 서비스 기업이다.

## 연혁
- 2005.05: 지에스퍼포먼스 창립
- 2005.08: 아이티센시스템즈로 상호변경
- 2005.09: 한국 IBM Premier Business Partner 계약 체결
- 2006.02: 기업부설연구소 설립
- 2007.02: IBM Partner World 2007 Award 2개 부문 수상
- 2007.10: IBM MABP（P－series， X－series 획득）
- 2007.10: 직접생산증명서 취득（중소기업중앙회）
- 2008.08: 경영혁신（MAIN－BIZ） 중소기업 인증획득（중소기업청）
- 2008.12: 교육정보화 우수기업 표창 수상（교육과학기술부 장관)
- 2009.04: 우수중소기업 선정 (기업은행）
- 2009.09: ISO 9001 인증（TCL)
- 2010.10: IBM Information Management Rookie of the Year 수상
- 2011.02: IBM Beacon Awards "Overall Technical Excellence" Winner 수상
- 2011.07: 벤처 천억기업 선정（중소기업청）
- 2012.02: 고용우수중소기업 중소기업청장 표창수상 （중소기업중앙회）
- 2012.11: 대한민국 인터넷기술상 수상
- 2013.05: 중소기업유공자 중기청장 표창
- 2013.07: 코넥스시장 상장
- 2014.06: 아이티센으로 상호 변경
- 2014.12: 코스닥시장 상장 (공모가: 7,500원)
- 2016.03: 고용창출 100대 우수기업 선정
- 2016.09: 일자리창출 유공 대통령 표창 수상
- 2016.10: 사회적 책임 경영대상 수상
- 2017.10: 서비스산업 유공 경제부총리 표창 수상
- 2018.08: 케이지이홀딩스 지분 취득 및 (주)한국금거래소쓰리엠등 종속회사 편입
- 2018.10: 콤텍시스템 종속회사 편입
- 2020.06: 쌍용정보통신 및 수피아이티센 홀딩스 종속회사 편입
- 2022.12: 아이티센클로잇 종속회사 편입
- 2025.03.28: 아이티센글로벌로 상호 변경[1]